# Société Parisienne
Société Parisienne (Maison Parisienne) foi uma fabricante francesa de velocípedes, bicicletas e triciclos fundada em 1876.
Eles começaram uma produção limitada de automóveis em 1894 e a produção regular de carros leves (voiturettes), em 1898 ou 1899, e encerraram as operações em 1903.
Os modelos de veículos, que eram conhecidos como: Parisienne, Victoria Combination, Eureka, l'Eclair, Duc-Spider e Duc-Tonneau, eram fabricados pela Société Parisienne E. Couturier et Cie of Paris.